# Hui Man Ling
Hui Man Ling (* 30. April 1991) ist eine ehemalige Leichtathletin aus Hongkong, die sich auf den Sprint spezialisiert hat.

## Sportliche Laufbahn
Erste internationale Erfahrungen sammelte Hui Man Ling im Jahr 2009, als sie bei den Asienmeisterschaften in Guangzhou mit der Hongkonger 4-mal-100-Meter-Staffel mit 46,52 s im Vorlauf ausschied. Anschließend gewann sie bei den Ostasienspielen in Hongkong in 45,71 s die Bronzemedaille in der 4-mal-100-Meter-Staffel hinter den Teams aus Chinesisch Taipeh und Japan und gelangte mit der 4-mal-400-Meter-Staffel mit 3:54,17 min Rang vier. Im Jahr darauf gewann sie bei den Juniorenasienmeisterschaften in Hanoi in 4:13,78 min die Bronzemedaille in der 4-mal-400-Meter-Staffel und belegte mit der 4-mal-100-Meter-Staffel in 46,40 s den siebten Platz. Anschließend startete sie mit der 4-mal-100-Meter-Staffel bei den Asienspielen in Guangzhou und belegte dort in 46,40 s den siebten Platz. 2013 wurde sie bei den Asienmeisterschaften in Pune in der ersten Runde im 200-Meter-Lauf disqualifiziert und belegte im Staffelbewerb in 46,28 s den vierten Platz. Anschließend erreichte sie auch bei den Ostasienspielen in Tianjin mit 46,31 s den vierten Platz in der 4-mal-100-Meter-Staffel. Im Jahr darauf schied sie dann bei den Asienspielen in Incheon mit 26,18 s in der ersten Runde über 200 m aus und beendete daraufhin ihre aktive sportliche Karriere im Alter von 23 Jahren.

## Persönliche Bestleistungen
- 100 Meter: 12,13 s (+1,5 m/s), 3. Mai 2009 in Hongkong
  - 60 Meter (Halle): 7,86 s, 10. Februar 2007 in Macau
- 200 Meter: 26,18 s (0,0 m/s), 30. September 2014 in Incheon